# Bigelowia
Bigelowia es un género de plantas con flores, perteneciente a la familia Asteraceae. Es originario de Norteamérica. Comprende 74 especies descritas y de estas, solo 4 aceptadas.

## Taxonomía
El género fue descrito por Augustin Pyrame de Candolle y publicado en Prodromus Systematis Naturalis Regni Vegetabilis 5: 329 en el año 1836. La especie tipo es Bigelowia nudata (Michx.) DC.

## Especies seleccionadas
A continuación se brinda un listado de las especies del género Bigelowia aceptadas hasta junio de 2011, ordenadas alfabéticamente. Para cada una se indica el nombre binomial seguido del autor, abreviado según las convenciones y usos.
- Bigelowia bolanderi (A.Gray) A.Gray
- Bigelowia intricata A.Gray
- Bigelowia nudata (Michx.) DC.
- Bigelowia nuttallii L.C.Anderson